# David Pramik
David Pramik (Santa Clarita, 20 de novembro de 1990) é um compositor e produtor musical estadunidense. Ele possui uma vasta discografia com inúmeros artistas e contém indicação ao Grammy Award.

## Carreira
David Pramik escreveu e produziu músicas para diversos artistas, incluindo Selena Gomez, Bebe Rexha, Logic, Rag'n'Bone Man, X Ambassadors, Machine Gun Kelly, Oliver Tree, Lany, I Prevail, Lauv, Nothing More, Vic Mensa, Illenium, JP Cooper, One OK Rock, Sublime with Rome, Hey Violet, Max, Cemetery Sun, Chris Lane e Molly Kate Kestner, entre outros.
Pramik co-escreveu e co-produziu o single "Go To War" de Nothing More e "Home" de Machine Gun Kelly feat. X Ambassadors & Bebe Rexha, que foi o primeiro single lançado de Bright: The Soundtrack.
Mais tarde, Pramik foi indicado ao Grammy Award por seu trabalho no single "Go To War" de Nothing More, que alcançou o primeiro lugar na tabela estadunidense Mainstream Rock Chart da Billboard, sendo a canção indicada a três Grammys (Melhor Canção de Rock, Melhor Música de Rock Álbum, Melhor Performance de Rock).
Pramik co-escreveu e co-produziu várias canções de Trauma, álbum de I Prevail, incluindo os singles principais do álbum "Bow Down" e "Breaking Down". Além disso, "Breaking Down" alcançou a segunda colocação pela Active Rock Radio Charts em meados de 2019. A seguir, em novembro de 2019, foi anunciado que "Breaking Down" havia recebido uma indicação ao Grammy de Melhor Performance de Metal.
Em janeiro de 2020, Pramik co-escreveu e produziu "Cut You Off" para Selena Gomez. Ele também colabora frequentemente com Oliver Tree. As suas composições também obtiveram diversos materiais de licenciamento, incluindo trailers de 24: Legacy, War of the Planet of the Apes e Just Mercy, bem como comerciais para Android (sistema operacional), Altice USA e Jeep.
Ele assinou contrato com a Prescription Songs Publishing, sob a égide da Kobalt, e é ex-aluno da Berklee College of Music.

## Discografia em composição e produção
| Artista                                  | Canção [Álbum]        |
| ---------------------------------------- | --------------------- |
| Nothing More (Stories We Tell Ourselves) | Go To War             |
| Vic Mensa                                | Go Tell Em            |
| Chris Lane (Girl Problems)               | Maybe [Girl Problems] |
| Jacquie Lee                              | Somebody's Angel      |
| Ryder                                    | Ruins                 |
| Bryce Fox                                | Horns                 |
| Kenny Holland                            | Lifeline              |
| HYDDE & Moonzz                           | Anything You Want     |
| HYDDE & Hawkes                           | Ghost                 |

| Artista                                       | Canção [Álbum]                          |
| --------------------------------------------- | --------------------------------------- |
| Cemetery Sun                                  | Piece of Shit                           |
| Logic & Rag N Bone Man                        | Broken People [Bright: The Album]       |
| Machine Gun Kelly, X Ambassadors & Bebe Rexha | Home [Bright: The Album]                |
| Illenium                                      | Beautiful Creatures (feat. MAX) [Awake] |
| JP Cooper                                     | Passport Home [Raised Under Grey Skies] |
| Hey Violet                                    | Unholy [From The Outside]               |
| Molly Kate Kestner                            | Compromise                              |
| Kirstin                                       | Break A Little [L O V E]                |
| Kirstin                                       | All Night [L O V E]                     |
| Kirstin                                       | Naked [L O V E]                         |
| Kirstin                                       | Something Real [L O V E]                |
| Kirstin                                       | See It [L O V E]                        |
| HYDDE & RUNN                                  | Gemini                                  |
| HYDDE & Vives                                 | I Am The Mountain                       |

| Artista                            | Canção [Álbum]                  |
| ---------------------------------- | ------------------------------- |
| Bebe Rexha                         | Meant To Be (Acoustic)          |
| Kaskade                            | Almost Back (feat. Phoebe Ryan) |
| Yellowbird Mantra                  | Wasted Love                     |
| Hotel Garuda                       | Blurry Eyes (feat. Runn)        |
| I Dont Know How But They Found Me  | Do It All The Time              |
| Lany                               | If You See Her                  |
| Red Rosamond                       | In The Blood                    |
| I Don't Know How But They Found Me | Bleed Magic                     |
| Call Me Karizma                    | Serotonin                       |
| Emmalyn                            | These Hands                     |

| Artista           | Canção [Álbum]                   |
| ----------------- | -------------------------------- |
| Oliver Tree       | Miracle Man                      |
| Oliver Tree       | Cash Machine                     |
| Call Me Karizma   | Monster (Under My Bed)           |
| Call Me Karizma   | Bleach                           |
| One Ok Rock       | Push Back [Eye of the Storm]     |
| One Ok Rock       | The Last Time [Eye of the Storm] |
| I Prevail         | Breaking Down                    |
| I Prevail         | Bow Down                         |
| I Prevail         | Paranoid                         |
| I Prevail         | DOA                              |
| Sublime with Rome | Light On                         |
| Jackson Guthy     | Giants                           |
| Jackson Guthy     | Stories                          |
| Jackson Guthy     | Crash                            |
| Jackson Guthy     | Two Little Lights                |
| Stewart Taylor    | Mess Your Hair Up                |
| The Score         | Run Like a Rebel                 |
| Starley           | Lovers & Strangers               |

| Artista             | Canção [Álbum]                            |
| ------------------- | ----------------------------------------- |
| Selena Gomez        | Cut You Off [Rare]                        |
| Mae Muller          | Therapist                                 |
| Lauren Jauregui     | Invisible Chains Birds of Prey: The Album |
| Bryce Fox           | Bodies                                    |
| G-Eazy              | Angel Cry                                 |
| Call Me Karizma     | Float                                     |
| I Prevail           | DOA (feat. Joyner Lucas)                  |
| Oliver Tree         | Let Me Down                               |
| Oliver Tree         | Let Me Down (feat. Blink 182)             |
| Oliver Tree         | Jerk                                      |
| Illenium & Excision | Feel Something (feat. I Prevail)          |
| Arty & Audien       | Craving (feat. Elle Duke)                 |
| Terrell Hines       | With Me                                   |
| Taeyeon             | What Do I Call You [What Do I Call You]   |

| Artista        | Canção [Álbum]       |
| -------------- | -------------------- |
| Tenille Townes | Girl Who Didn't Care |